# Bolitoglossa guaramacalensis
Bolitoglossa guaramacalensis là một loài kỳ giông trong họ Plethodontidae.
Nó là loài đặc hữu của Venezuela.
Môi trường sống tự nhiên của chúng là các khu rừng vùng núi ẩm nhiệt đới hoặc cận nhiệt đới.